# Necturus maculosus
El necturo (Necturus maculosus) es una especie de anfibio caudado de la familia Proteidae. Tiene un cuerpo largo y cilíndrico, una cola plana, branquias plumosas externas y 2 pares de extremidades, cada una con cuatro dedos. es color marrón, gris, o negro, normalmente con manchas negras. Habita en diversos ambientes de agua dulce. Se alimenta de pequeños animales. Las branquias del necturo se adaptan al contenido de oxígeno del hábitat. En aguas frías y ricas en oxígeno normalmente son pequeñas pero en aguas estancadas y cálidas, tienden a ser considerablemente más grandes.